# Azibo
Der Azibo (portugiesisch Rio Azibo) ist ein Fluss in der Region Nord Portugals, der zur Gänze durch den Distrikt Bragança fließt. Er entspringt einige Kilometer nordöstlich der Stadt Macedo de Cavaleiros, fließt überwiegend in südlicher Richtung und mündet schließlich in den Sabor.
Er wird in seinem Oberlauf durch die Talsperre Azibo zu einem Stausee (port. Albufeira da Barragem do Azibo) aufgestaut. Die Talsperre und der Stausee befinden sich in einem Schutzgebiet (port. Paisagem Protegida da Albufeira do Azibo).